# Apexifikation
Unter einer Apexifikation (Latein: apex ‚Spitze‘, Suffix -ficatio ‚das Herstellen‘) versteht man ein Verfahren in der Zahnmedizin, mit dem ein apikal (an der Wurzelspitze) offener Wurzelkanal vor der eigentlichen Wurzelkanalfüllung verschlossen wird. Die Apexifikation wird vor allem bei devitalen (abgestorbenen) jugendlichen Zähnen mit noch nicht abgeschlossenem Wurzelwachstum angewandt. Mit der Apexifikation wird eine natürliche oder künstliche Hartsubstanzbarriere an der Wurzelspitze erzeugt, je nach verwendetem Material.

## Anatomie

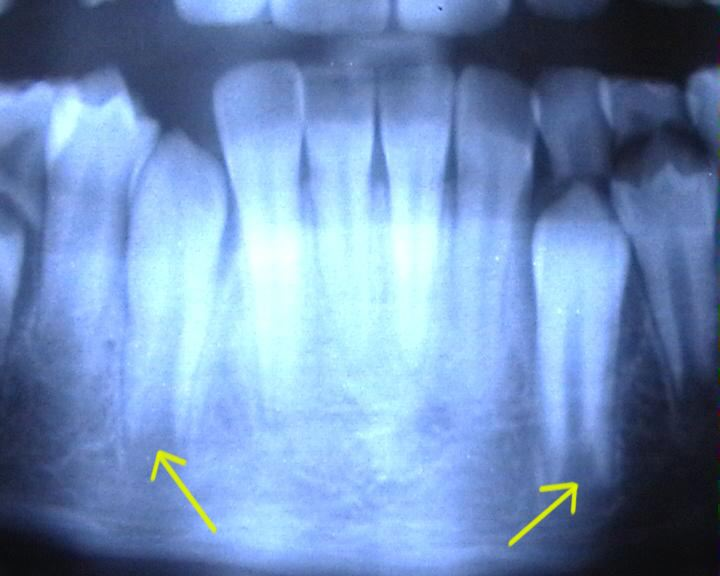
Eckzähne des Unterkiefers mit noch nicht abgeschlossenem Wurzelwachstum. Deutlich ist der apikal offene Wurzelbereich zu erkennen.

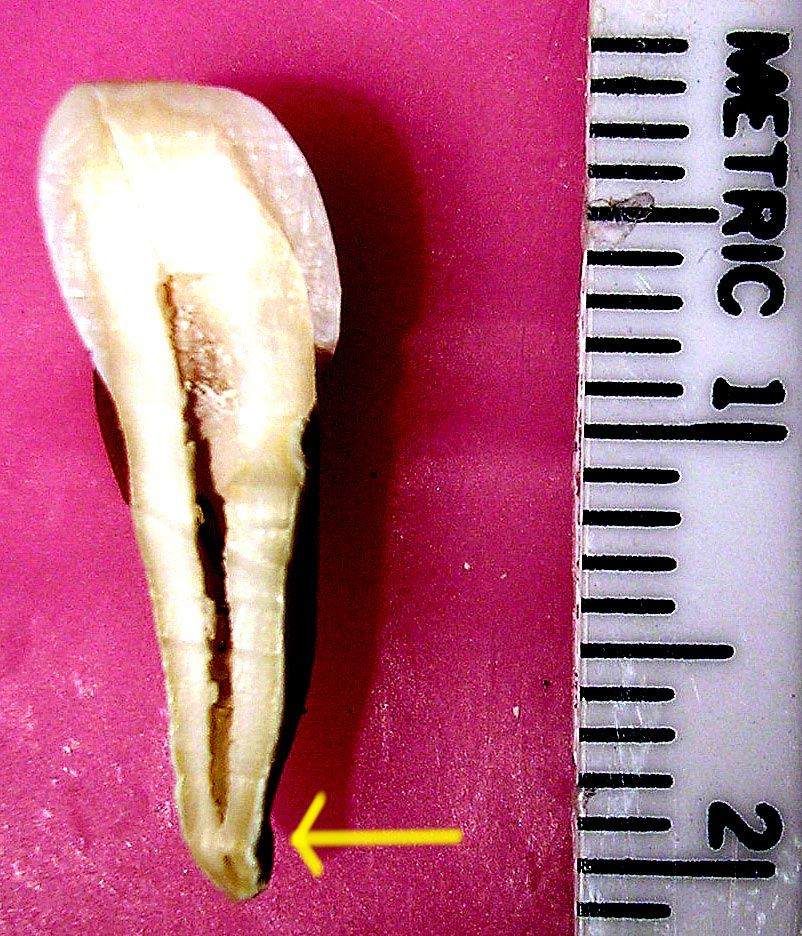
Zahnquerschnitt: Apikale Konstriktion (Pfeil) in einem Wurzelkanal bei einem Zahn mit abgeschlossenem Wurzelwachstum.

Zähne mit abgeschlossenem Wurzelwachstum weisen am Apex (an der Wurzelspitze) eine apikale Konstriktion (verengte Stelle an der Wurzelspitze) auf, an welcher der Wurzelkanal durch Hartsubstanzanlagerung den schmalsten Querschnitt aufweist. Ohne diese Einengung besteht bei der Wurzelkanalfüllung eines Zahns die Gefahr, den Kanal zu überfüllen, wodurch Material ins umliegende apikale Gewebe, den Knochen und – bei Behandlung im Oberkiefer – auch in die Kieferhöhle gelangen könnte.

## Verfahren
Grundsätzlich sind die Abläufe einer regulären Wurzelkanalbehandlung zu beachten. Die Apexifikation selbst erfolgt mit Calciumhydroxid oder mit Mineral Trioxid Aggregat (MTA). Die Therapie mittels MTA ist wesentlich schwieriger, da ein Überfüllen dieses nichtresorbierbaren Materials vermieden werden muss, was zu einer entzündlichen Fremdkörperreaktion führen kann. Bei einer eventuellen Überfüllung des Materials Calciumhydroxid (Ca(OH)2) hingegen erfolgt eine Resorption des gegebenenfalls überschüssigen Materials.

### Calciumhydroxid
Mit Calciumhydroxid wird eine natürliche Hartsubstanzbildung an der Wurzelspitze über 6 bis 18 Monate angeregt. Calciumhydroxid stimuliert über seinen stark basischen pH-Wert reaktiv langsam die Neubildung von Zahnhartsubstanz. Nach einer röntgenologisch nachweisbarer Apexifikation kann die abschließende Wurzelkanalfüllung relativ gefahrlos hinsichtlich einer unerwünschten Überfüllung durchgeführt werden.

### Mineral Trioxid Aggregat
Beim Einsatz von MTA wird eine künstliche Hartsubstanzbarriere geschaffen. Das Material härtet innerhalb weniger Stunden zu einem festen Zementverschluss im Wurzelkanal im Bereich der Wurzelspitze aus. Die Herstellung dieses Verschlussstopfens am Ende des Wurzelkanals erfordert eine mehrfache exakte Längenmessung des Kanals und ein schrittweises Vorgehen, um eine Überfüllung zu vermeiden. Die definitive restliche Wurzelkanalfüllung kann bereits am folgenden Tag erfolgen.

## Prognose
Die Erfolgsquote der Apexifikation mittels Ca(OH)2 wird je nach Studie mit 74 % bis 98 % angegeben, für MTA ist sie noch fraglich, mit guter Tendenz.

## Weiterentwicklung
Das relativ junge Verfahren der  regenerativen Endodontie hat zum Ziel, das Wurzelwachstum zum Abschluss zu bringen, indem Stammzellen aus dem Bereich der apikalen Papille in den Wurzelkanal mobilisiert werden. Damit soll der Verschluss mit  Ca(OH)2 oder MTA nicht mehr notwendig sein.